# Xenophrys daweimontis
Xenophrys daweimontis är en groddjursart som först beskrevs av Rao och Yang 1997.  Xenophrys daweimontis ingår i släktet Xenophrys och familjen Megophryidae. IUCN kategoriserar arten globalt som otillräckligt studerad. Inga underarter finns listade i Catalogue of Life.